# Adesmia viscosa
Adesmia viscosa es una especie de planta floral del género Adesmia, tribu Dalbergieae, subfamilia, Faboideae.

## Distribución
Especie nativa de Chile. Crece en el bosque subtropical.

## Taxonomía
Fue descrita por Gillies ex Hook. y publicada en Bot. Misc. 3: 192 (1833).
Etimología
Adesmia: del griego a- (sin) y desme (envoltorio), en referencia a los estambres libres.
viscosa: epíteto que significa viscoso o pegajoso.
Sinónimos homotípicos
- Patagonium viscosum (Gillies ex Hook.) Kuntze in Revis. Gen. Pl. 1: 201 (1891).[1]

Sinónimos heterotípicos
- Adesmia pulchra Phil. in Linnaea 28: 632 (1856).[1]
- Patagonium pulchrum (Phil.) Kuntze in Revis. Gen. Pl. 1: 200 (1891).[1]